# Eins Zwo
Eins Zwo war eine aus Hamburg stammende Hip-Hop-Band bestehend aus DJ Rabauke (Thomas Jensen), dem früheren Tour-DJ bei Fettes Brot, und Dendemann (Daniel Ebel).

## Geschichte
Die ersten Lebenszeichen des Duos gab es 1997, sie begleiteten Fünf Sterne deluxe bei einer kurzen Tour und verbreiteten dabei das Sport-Demotape. Die EP Sport wurde 1998 in überarbeiteter Form in Deutschland landesweit veröffentlicht.
Der erste Longplayer Gefährliches Halbwissen erschien 1999. Die Instrumentals basieren fast ausschließlich auf Samples mit vielen Cuts und Scratches. Dendemanns Wortkunst, die bereits auf der EP zu hören war, wurde durch dieses Album zum Markenzeichen der Band. Auch das Album Zwei, das 2001 erschien, ist geprägt von Jazz-Samples. Mit der EP Discjockeys läutete das Duo seinen Abschied ein.
Seit 2003 gehen die beiden getrennte Wege. Dendemann veröffentlichte im Herbst 2003 die EP DasSchweigenDilemma und im September 2006 sein erstes Solo-Album Die Pfütze des Eisbergs. DJ Rabauke ist derzeit als DJ in der House-Szene tätig und legte unter anderem beim Melt!-Festival auf.

## Diskografie

### Studioalben
- 1999: Gefährliches Halbwissen
- 2001: Zwei

### EPs
- 1998: Sport
- 2001: Discjockeys

### Singles
- 1999: Danke, gut
- 1999: Hand auf’s Herz
- 1999: Tschuldigung / Weltretten 4- (Limited Edition)
- 2001: Bombe / Undsoweiter